# Hārnahalli
Hārnahalli är en ort i Indien.   Den ligger i distriktet Shimoga och delstaten Karnataka, i den södra delen av landet, 1 600 km söder om huvudstaden New Delhi. Hārnahalli ligger 661 meter över havet och antalet invånare är 5 658.
Terrängen runt Hārnahalli är platt. Runt Hārnahalli är det tätbefolkat, med 459 invånare per kvadratkilometer. Närmaste större samhälle är Shimoga, 17,3 km sydost om Hārnahalli. Omgivningarna runt Hārnahalli är en mosaik av jordbruksmark och naturlig växtlighet.